# NBA All-Star Weekend Shooting Stars Competition
Die Haier Shooting Stars Competition war ein Basketballwettbewerb, der von der National Basketball Association während des NBA All-Star Weekends bis 2015 ausgetragen wurde. Der Wettbewerb fand immer samstags vor dem NBA All-Star Game am Sonntag statt. An dem Wettbewerb nahmen jedes Mal vier Teams teil, die jeweils die Heimatstadt ihres Vereins repräsentieren. Jedes Team bestand aus einem aktiven NBA-Spieler, einer aktiven WNBA-Spielerin und einem ehemaligen NBA-Spieler. Während des Wettbewerbs musste jeder Spieler eines Teams, innerhalb eines Zeitlimits von 2 Minuten (pro  Team), von sechs verschiedenen Positionen auf den Korb werfen. Der erste Wurf muss aus der rechten Ecke des Feldes, bei einer Entfernung von 3 m, geworfen werden. Der zweite Wurf muss aus der linken Ecke des Feldes, bei einer Entfernung von 4,5 m, geworfen werden. Der dritte Wurf ist ein normaler Dreipunktewurf. Der vierte Wurf muss von der rechten und der fünfte von der linken Grundlinie, bei einer Entfernung von 5,5 m, geworfen werden. Der letzte Wurf wird von der Mittellinie aus geworfen. Die beiden besten Teams treten schließlich in einer Finalrunde noch einmal gegeneinander an.
Seit dem NBA All-Star Game 2004 findet der Wettbewerb jährlich im Rahmen des All-Star Weekends statt. Die Teams aus San Antonio und Detroit sind die einzigen, die diesen Wettbewerb zwei Mal gewinnen konnten. Die Bestzeit wurde, mit 25,1 Sekunden, vom Team aus San Antonio beim NBA All-Star Game 2006 aufgestellt.

## Liste der Gewinner
- 2015: Team Bosh: Chris Bosh, Swin Cash, Dominique Wilkins (57,6 Sekunden)
- 2014: Team Bosh: Chris Bosh, Swin Cash, Dominique Wilkins (31,4 Sekunden)
- 2013:  Team Bosh: Chris Bosh, Swin Cash, Dominique Wilkins (89,0 Sekunden)
- 2012: New York: Landry Fields, Cappie Pondexter, Allan Houston (37,3 Sekunden)
- 2011: Atlanta: Al Horford, Coco Miller, Steve Smith (70 Sekunden)
- 2010: Texas (Dallas/Houston/San Antonio): Dirk Nowitzki, Becky Hammon, Kenny Smith (34,3 Sekunden)
- 2009: Detroit: Arron Afflalo, Katie Smith, Bill Laimbeer (58,4 Sekunden)
- 2008: San Antonio: Tim Duncan, Becky Hammon, David Robinson (35,8 Sekunden)
- 2007: Detroit: Chauncey Billups, Swin Cash, Bill Laimbeer  (50,5 Sekunden)
- 2006: San Antonio: Tony Parker, Kendra Wecker, Steve Kerr  (25,1 Sekunden**)
- 2005: Phoenix: Shawn Marion, Diana Taurasi, Dan Majerle  (28 Sekunden)
- 2004: Los Angeles: Derek Fisher, Lisa Leslie, Magic Johnson  (43,9 Sekunden)

Rekord**

## Die anderen Platzierungen
- 2010: 2. Los Angeles (Clippers/Lakers/Sparks), 3. Sacramento, 4. Atlanta
- 2009: 2. Phoenix, 3. San Antonio, 4. Los Angeles (Lakers)
- 2008: 2. Chicago, 3. Phoenix, 4. Detroit
- 2007: 2. Chicago, 3. San Antonio, 4. Los Angeles (Lakers)
- 2006: 2. Los Angeles (Lakers), 3. Houston, 4. Phoenix
- 2005: 2. Denver, 3. Detroit, 4. Los Angeles (Lakers)
- 2004: 2. San Antonio, 3. Los Angeles (Clippers), 4. Detroit

## Teilnahmen
| Anzahl | Stadt                  |
| ------ | ---------------------- |
| 6      | Los Angeles (Lakers)   |
| 5      | Detroit                |
| 5      | San Antonio            |
| 4      | Phoenix                |
| 2      | Chicago                |
| 2      | Houston                |
| 2      | Los Angeles (Clippers) |
| 1      | Atlanta                |
| 1      | Dallas                 |
| 1      | Denver                 |
| 1      | Sacramento             |